# 일리야 페트코비치
일리야 페트코비치(세르비아어: Илија Петковић, Ilija Petković, 1945년 9월 22일 ~ 2020년 6월 27일)는 세르비아 출신의 축구인이다. 전 경남 FC 감독이다.

## 지도자 경력
일리야 페트코비치는 1990년 자신이 선수로써 뛴 세르비아의 OFK 베오그라드에서 지도자 경력을 시작하였다. 1993년 스위스의 세르베트 FC를 거친 이후, 1998년 일본의 아비스파 후쿠오카를 시작으로, 2001년 중국의 상하이 선화 및 2002년 쓰촨 다허, 2009년 인천 유나이티드 FC 등 극동아시아 프로축구팀에서 고루 지휘봉을 잡았다. 특히 상하이 선화의 경우 하위권 팀을 단숨에 리그 2위로 끌어 올리면서 탁월한 지도력을 인정 받았다.
이후 2002년 한·일 월드컵 유고슬라비아 축구 국가대표팀 코치를 거쳐, 2006년 독일 월드컵 유럽 예선에서 짠물 수비를 내세워 세르비아 몬테네그로 축구 국가대표팀을 예선 1위로 본선에 진출하였다. 그러나 기대와는 달리 본선에서는 네덜란드와 아르헨티나를 만나는 바람에, 3패로 좋은 성적을 내지 못하고 감독직에서 물러났다.
페트코비치는 2009년 성적 부진의 위기에 빠진 인천 유나이티드 FC의 제 3대 감독으로 부임하였다. 인천에 가기 전에는 강원 FC의 감독으로 간다는 소문이 돌았으나, 국가대표팀 감독을 뽑겠다는 강원 FC의 방침 하에 결국 인천 유나이티드 FC로 오게 되었다. 페트코비치가 인천 유나이티드 FC에서 3개월 간 기술고문으로 활동한 후 감독 선정을 최종적으로 선택한다고 했으나 영입 직후부터 감독의 모든 권한은 사실상 페트코비치 감독에게 있었고, 얼마 후 인천 유나이티드 FC의 정식 감독으로 취임하였다. 감독 부임 첫 시즌인 2009 K-리그에서 정규 리그를 5위로 마감하며 팀을 K-리그 챔피언십에 올려놓았지만 K-리그 챔피언십에선 첫 경기인 4위 성남 일화 천마에 승부차기 끝에 패하여 탈락하였다.
부임 이후 총 1년 6개월 간 인천 유나이티드 FC의 지휘봉을 잡았다가, 2010년 6월 8일, 아내의 지병 악화를 이유로 인천의 감독직에서 사임하였다. 페트코비치는 약 1개월 뒤 7월 1일, 카타르의 알아흘리 도하의 감독에 취임하였다.
2013년 5월 29일 성적 부진으로 사퇴한 최진한 감독과 송광환 감독 대행의 뒤를 이어 경남 FC의 4대 감독으로 부임하였다. 그러나 그 이후로도 부진을 면치 못하며 경남 FC는 K리그 챌린지로 강등될 위기에 처하였고 시즌을 11위로 마감하며 가까스로 자력 잔류를 확정하였으나 성적 부진을 이유로 경질됐다. 그 자리는 이차만 전 부산 대우 로얄즈 감독으로 대체되었다.
이후 세르비아 U-20 국가대표팀을 마지막으로 지도자에서 은퇴하고 베오그라드 축구협회 회장으로 활동하다가, 코로나19 합병증으로 2020년 6월 27일에 타계했다.